# باول سي. إدموندز
باول سي. إدموندز هو محامي وسياسي أمريكي، ولد في 1 نوفمبر 1836 في مقاطعة هاليفاكس في الولايات المتحدة، وتوفي في 12 مارس 1899 في هالفيكس في الولايات المتحدة. نشط حزبياً في الحزب الديمقراطي. وقد انتخب عضو مجلس نواب الولايات المتحدة عن ولاية فرجينيا ‏ وانتخب عضو مجلس ولاية فرجينيا ‏ وانتخب عضو مجلس النواب الأمريكي ‏.